# Suvi Do, Blace
Suvi Do (izvirno srbsko Суви До) je naselje v Srbiji, ki upravno spada pod Občino Blace; slednja pa je del Topliškega upravnega okraja.

## Demografija
V naselju živi 337 polnoletnih prebivalcev, pri čemer je njihova povprečna starost 51,4 let (49,4 pri moških in 53,4 pri ženskah). Naselje ima 163 gospodinjstev, pri čemer je povprečno število članov na gospodinjstvo 2,39.
To naselje je, glede na rezultate popisa iz leta 2002, večinoma srbsko, a v času zadnjih treh popisov je opazno zmanjšanje števila prebivalcev.
|  |

| Demografija | Demografija     | Demografija     |
| Leto        | Št. prebivalcev | Št. prebivalcev |
| ----------- | --------------- | --------------- |
|             |                 |                 |
|             |                 |                 |
|             |                 |                 |
|             |                 |                 |
| 1948        | 1087            |                 |
| 1953        | 1132            |                 |
| 1961        | 956             |                 |
| 1971        | 741             |                 |
| 1981        | 605             |                 |
| 1991        | 505             | 491             |
| 2002        | 396             | 389             |
|             |                 |                 |

| Etnična sestava po popisu iz leta 2002 | Etnična sestava po popisu iz leta 2002 | Etnična sestava po popisu iz leta 2002 | Etnična sestava po popisu iz leta 2002 | Etnična sestava po popisu iz leta 2002 |
| -------------------------------------- | -------------------------------------- | -------------------------------------- | -------------------------------------- | -------------------------------------- |
| Srbi                                   | Srbi                                   |                                        | 386                                    | 99,22%                                 |
| Neznano                                | Neznano                                |                                        | 3                                      | 0,77%                                  |